# Gradišće
 Ovo je glavno značenje pojma Gradišće. Za druga značenja pogledajte Gradišće (razdvojba).
Gradišće (njem. Burgenland, bav. Burgnlånd, mađ. Őrvidék, slov. Gradiščanska, prekomur. Gradišče) je najistočna i najmlađa savezna zemlja (Bundesland) Republike Austrije. 

## Zemljopisni položaj
Za razliku od većine austrijskoga ozemlja, veći dio Gradišća nalazi se u panonskoj ravnici, posebno sjeverni dio. Gradišće graniči prema zapadu s austrijskim zemljama Štajerskom (Steiermark) i Donjom Austrijom (Niederösterreich), prema istoku s Mađarskom, a dijeli i kratku granicu sa Slovenijom na jugu i Slovačkom na sjeveru.

## Povijest
U sklopu Austro-Ugarske Gradišće je pripadalo mađarskom dijelu monarhije. Umjesto «Gradišće», u uporabi je prevladavao izraz «Zapadna Mađarska». Raspadom Austro-ugarske nakon Prvoga svjetskog rata rodio se među većinskim njemačkim stanovništvom pokret za priključenje Austriji. Nakon tri godine borbi i dugačkih pregovora pokrajina je priključena Austriji 1921. godine. Od tada je jedna od ukupno 9 austrijskih saveznih zemalja.

## Gospodarstvo
Gradišće je – posebno zbog nepovoljna položaja tijekom Hladnoga rata – ostalo najnerazvijenijom austrijskom pokrajinom. Zbog toga se veliki dio stanovnika iselio tijekom 20. stoljeća, prije svega u veće gradove kao što su Beč i Graz, ali i u SAD. 

## Stanovništvo
Prema podatcima iz 1991. godine, od oko 250 000 stanovnika Hrvatima se izjasnilo 29 000, 5000 Mađarima, a 122 Romima, s tim da Romi tada još nisu bili službeno prihvaćeni kao manjina pa se taj zadnji broj odnosi samo na osobe koje su navele romski jezik kao materinski. Predstavnici manjina procjenjuju da je stvarni broj gradišćanskih Hrvata oko 45 000, a Mađara oko 25 000.[nedostaje izvor] Ocjenjuje se da ima nekoliko tisuća Roma.[nedostaje izvor]

## Kultura
30. rujna 2018. u Gradišću je predstavljen 21 kulturni spomenik za Dan spomenikov, a pod geslom „Diliti dragocjenosti – Ljeto europskoga kulturnoga jerbinstva“.

## Mediji
- Hrvatske novine, tjednik iz Željeznog[2]

## Obrazovanje
- Hrvatska narodna visoka škola Gradišćanskih Hrvatov[2]
- Znanstveni institut Gradišćanskih Hrvatov

## Vanjske poveznice
- ORF-redakcija za narodne grupe
- Gradišćanska zemaljska vlada – njemačka stranica  Arhivirana inačica izvorne stranice od 5. lipnja 2004. (Wayback Machine)
- Hrvatske novine – tjednik gradišćanskih Hrvata